# Diospyros sundaica
Diospyros sundaica är en tvåhjärtbladig växtart som beskrevs av Bakh. Diospyros sundaica ingår i släktet Diospyros och familjen Ebenaceae. Inga underarter finns listade i Catalogue of Life.